# Monti system

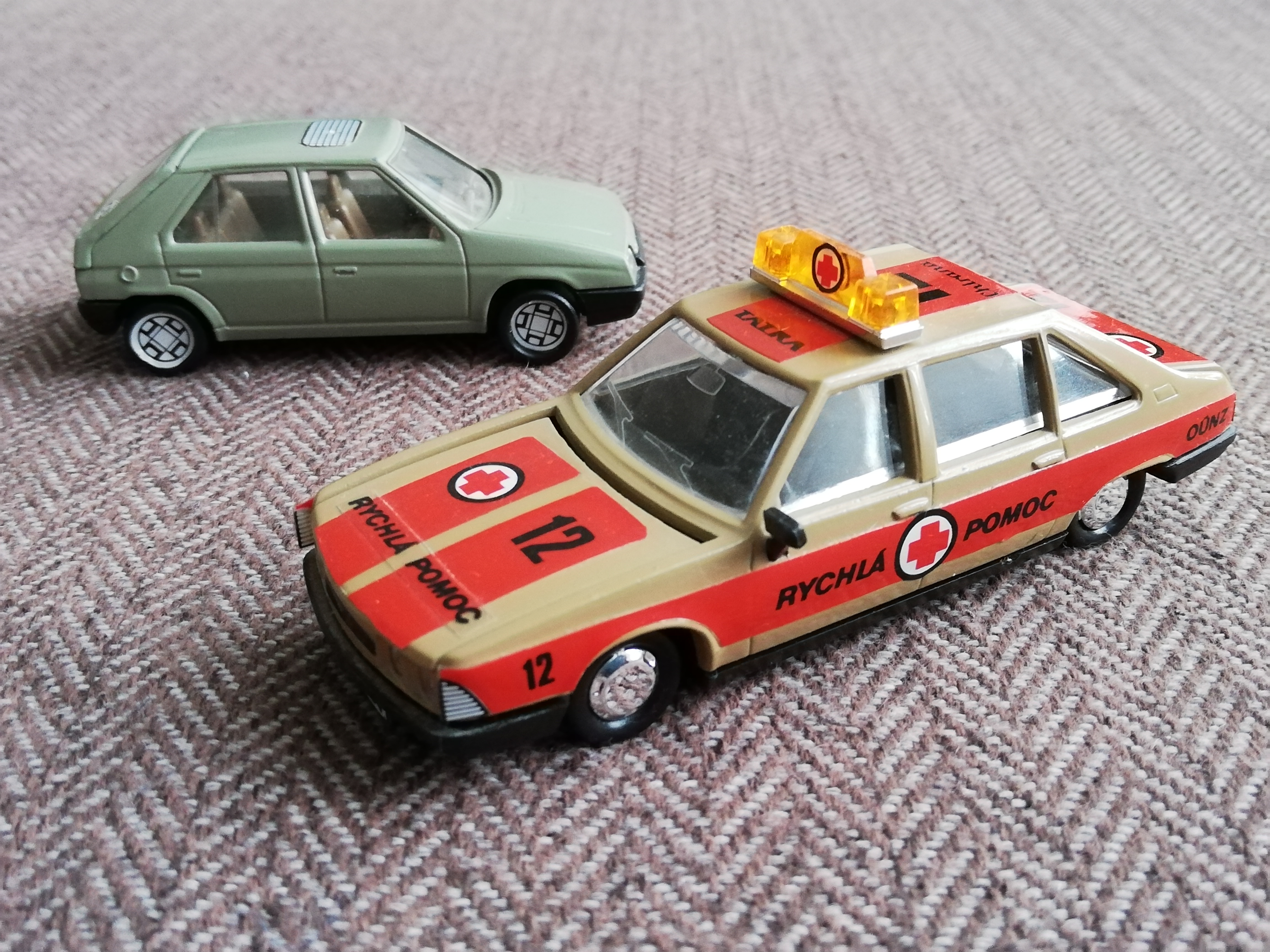
Monti Metal 1:48 - Tatra 623 a Škoda Favorit 136L

Monti system je série modelů aut, která je dodávána jako výlisky, ze kterých se auto sestaví a nalepí se na něj samolepky. Při stavbě se nepoužívá lepidlo ani barvy, výlisky jsou již barevné. Kromě osy kol jsou autíčka vyrobena pouze z plastu.
Autíčka začala vyrábět v roce 1984 společnost Kovozávody Semily, prvním modelem byl terénní vůz s pluhem nesoucí označení Technik Servis, dnes pojmenován jako Technic Service. V roce 1985 přibyly další dvě terénní vozidla (Safari Tourist a Team 21) a Renault Trafic (Kenya Safari). V roce 1986 se kromě dvou modelů Renault Trafic (Air Servis a Ambulance) objevil i první model Liazu, model 07 - Dakar, první model Tatry 815 se objevil v roce 1987. Každý rok je série rozšířena o několik modelů, existují i modely vyrobené na zakázku, některé z na zakázku vyrobených modelů se dostaly i do běžného prodeje.
Výrobu později převzala společnost Vista, která byla odkoupena společností Beneš a Lát, a. s.
Existuje série monti metal, která obsahuje modely, jejichž některé části jsou kovové. Tato série se ale již nevyrábí.
V posledních letech spolupracuje Beneš a Lát, a.s. na vývoji nových modelů s PK Models, díky čemuž se nabídka modelů rozšířila o řadu novinek a na zakázku dělaných modelů.
V březnu roku 2018 byla prolomena hranice 200 představených modelů a stále se pracuje na nových.

## Seznam modelů
| číslo     | název                                    | typ                  | měřítko                                    |
| --------- | ---------------------------------------- | -------------------- | ------------------------------------------ |
| 01        | Techic Service (původně Technik Servis)  | Terénní vůz          | 1:35                                       |
| 01.1      | PF 2011                                  | Terénní vůz          | 1:35                                       |
| 02        | Safari Tourist                           | Terénní vůz          | 1:35                                       |
| 03        | Team 21                                  | Terénní vůz          | 1:35                                       |
| 04        | Kenya Safari                             | Renault Traffic      | 1:35                                       |
| 05        | Air Servis                               | Renault Traffic      | 1:35                                       |
| 05.1      | PF2009                                   | Renault Traffic      | 1:35                                       |
| 05.2      | Radouň Motorsport                        | Renault Trafic       | 1:35                                       |
| 05.3      | Barum Rally                              | Renault Trafic       | 1:35                                       |
| 05,4      | Česká pošta                              | Renaul Trafic        | 1:35                                       |
| 06        | Ambulance                                | Renault Traffic      | 1:35                                       |
| 07        | Dakar                                    | Liaz                 | 1:48                                       |
| 07.1      | Dakar - Limitovaná edice                 | Liaz                 | 1:48                                       |
| 07.K1     | Tahač                                    | Liaz                 | 1:48                                       |
| 07.K2     | Tahač                                    | Liaz                 | 1:48                                       |
| 07.K3     | Valník TIR 4x2                           | Liaz                 | 1:48                                       |
| 07.K4     | ČSAD                                     | Liaz                 | 1:48                                       |
| 07.K5     | Benzina                                  | Liaz                 | 1:48                                       |
| 07.K6     | Petrol                                   | Liaz                 | 1:48                                       |
| 07.K7     | Hasiči                                   | Liaz                 | 1:48                                       |
| 07,K8     | Hasiči cisterna                          | Liaz                 | 1:48                                       |
| 08/1      | Camion                                   | Liaz                 | 1:48                                       |
| 08/2      | Container                                | Liaz                 | 1:48                                       |
| 08/3      | Benzina                                  | Liaz                 | 1:48                                       |
| 08.K9     | Medical Service                          | Liaz                 | 1:48                                       |
| 08.K10    | Helitransport KFOR                       | Liaz                 | 1:48                                       |
| 08.K11    | ČSAD I                                   | Liaz                 | 1:48                                       |
| 08.k12    | ČSAD II                                  | Liaz                 | 1:48                                       |
| 08,K13    | Autotransport ČSAD                       | Liaz                 | 1:48 - Model PK Models                     |
| 09        | Petrol                                   | Liaz                 | 1:48                                       |
| 10        | Rallye Dakar                             | Tatra 815            | 1:48                                       |
| 10,1      | Rallye Dakar                             | Tatra 815            | 1:48                                       |
| 11        | Czech Army                               | Tatra 815            | 1:48                                       |
| 12        | Expedition Togo                          | Tatra 815            | 1:48                                       |
| 13        | Radio                                    | Renault Maxi 5 Turbo | 1:28                                       |
| 14        | Expedition                               | Renault Maxi 5 Turbo | 1:28                                       |
| 15        | Camping                                  | Renault Maxi 5 Turbo | 1:28                                       |
| 16        | Fire Brigade / Lesní speciál             | Mercedes Unimog      | 1:48                                       |
| 17        | Rallye                                   | Mercedes Unimog      | 1:48                                       |
| 17.1      | PF 2017                                  | Mercedes Unimog      | 1:48                                       |
| 18        | Communal                                 | Mercedes Unimog      | 1:48                                       |
| 19        | Autotransport                            | Liaz                 | 1:48                                       |
| 20        | BP                                       | Liaz                 | 1:48 (již se nevyrábí)                     |
| 21        | Shell                                    | Liaz                 | 1:48                                       |
| 22        | Aral                                     | Liaz                 | 1:48                                       |
| 23        | Rallye Monte Carlo                       | Renault Maxi 5 Turbo | 1:28                                       |
| 23.2      | PF 2013                                  | Renault Maxi 5 Turbo | 1:28                                       |
| 24        | Transport Express                        | Western Star         | 1:48                                       |
| 24.1      | TRW Truck Tour 2003                      | Western Star         | 1:48                                       |
| 24.2      | F.D.N.Y.                                 | Western Star         | 1:48                                       |
| 25        | Intrans Container                        | Western Star         | 1:48                                       |
| 25,1      | Rescue operation team                    | Western Star         | 1:48                                       |
| 26        | Europetrol                               | Western Star         | 1:48                                       |
| 26.1      | Souvenir truck                           | Western Star         | 1:48 - návěs se sklenicí                   |
| 27        | Policie                                  | Renault Traffic      | 1:35                                       |
| 27.1      | Toptrans Trafic                          | Renault Traffic      | 1:35                                       |
| 28        | Camion Express                           | Liaz                 | 1:48                                       |
| 28.1      | PF 2010                                  | Liaz                 | 1:48                                       |
| 28.2      | Voda Janek                               | Liaz                 | 1:48                                       |
| 29        | Commando                                 | Land Rover           | 1:35                                       |
| 30        | Bundeswehr                               | Mercedes Unimog      | 1:48                                       |
| 31        | Gran Canaria                             | Setra                | 1:48                                       |
| 31,1      | Czech Ice Hockey Team                    | Setra                | 1:48                                       |
| 32        | Transcontinental                         | Setra                | 1:48                                       |
| 32.1      | PF 2012                                  | Setra                | 1:48                                       |
| 33        | Euroexpress Line                         | Setra                | 1:48                                       |
| 34        | Taxi Phillippines                        | Land Rover           | 1:35                                       |
| 35        | Unprofor Ambulance                       | Land Rover           | 1:35                                       |
| 36        | Pilsner Urquell                          | Liaz                 | 1:48                                       |
| 37        | ZOO Safari                               | Renault Traffic      | 1:35                                       |
| 38        | JET                                      | Western Star         | 1:48                                       |
| 39        | Autorodeo Trailer                        | Western Star         | 1:48                                       |
| 40        | Ski Service                              | Land Rover           | 1:35                                       |
| 41        | Police                                   | Renault Maxi 5 Turbo | 1:28                                       |
| 42        | SOS Service                              | Western Star         | 1:48                                       |
| 42.2      | Tow Truck F.D.N.Y.                       | Western Star         | 1:48                                       |
| 43        | Racing Truck                             | Western Star         | 1:48                                       |
| 43.1      | PF 2015                                  | Western Star         | 1:48                                       |
| 44        | Dumper Truck                             | Western Star         | 1:48                                       |
| 45        | Fire Brigade                             | Renault Traffic      | 1:35                                       |
| 45.1      | Urban Pneu                               | Renautl Trafic       | 1:35                                       |
| 46        | Transport Trailer                        | Western Star         | 1:48                                       |
| 46.1      | Švestka                                  | Western Star         | 1:48                                       |
| 47        | Eco Technic                              | Liaz                 | 1:48                                       |
| 47,K15    | ČSAD Údržba Silnic                       | Liaz                 | 1:48 - Model PK Models                     |
| 47,K16    | Údržba Silnic KFOR                       | Liaz                 | 1:48 - Model PK Models                     |
| 48        | Baywatch                                 | Land Rover           | 1:35                                       |
| 49        | Enduro                                   | Renault Traffic      | 1:35                                       |
| 50        | Atlantic Dophinarium                     | Setra                | 1:48                                       |
| 51        | Safari                                   | Mercedes Unimog      | 1:48                                       |
| 52        | British Petroleum                        | Western Star         | 1:48                                       |
| 53        | Actros L                                 | Mercedes Actros      | 1:48                                       |
| 54        | Air Technology                           | Mercedes Actros      | 1:48                                       |
| 55        | Liquid Food                              | Mercedes Actros      | 1:48                                       |
| 55.1      | Souvenir Truck                           | Mercedes Actros      | 1:48 - návěs se sklenicí                   |
| 55.4      | Souvenir Truck LOGIS (sklo)              | Mercedes Actros      | 1:48 - návěs se sklenicí                   |
| 56        | Tow Truck                                | Land Rover           | 1:35                                       |
| 57        | Silotrans GUZEP                          | Mercedes Actros      | 1:48                                       |
| 58        | Helitransport                            | Mercedes Actros      | 1:48                                       |
| 59        | DFDS Transport                           | Mercedes Actros      | 1:48                                       |
| 60        | Chemical Fluid                           | Mercedes Actros      | 1:48                                       |
| 61        | NOPROSU                                  | Mercedes Actros      | 1:48                                       |
| 61.1      | Toptrans                                 | Mercedes Actros      | 1:48                                       |
| 61.2      | Souvenir Truck LOGIS (plachta)           | Mercedes Actros      | 1:48                                       |
| 61.4      | Novopacké pivo                           | Mercedes Actros      | 1:48                                       |
| 61.6      | ZZSHMP Golem                             | Mercedes Actros      | 1:48                                       |
| 61.9      | EuroOil Invelt Team                      | Mercedes Actros      | 1:48                                       |
| 61.10     | Bernard                                  | Mercedes Actros      | 1:48                                       |
| 61.11     | Studio Aleš                              | Mercedes Actros      | 1:48                                       |
| 61.14     | Urban Pneu                               | Mercedes Actros      | 1:48                                       |
| 61,16     | MD Logistika                             | Mercedes Actros      | 1:48                                       |
| 61,17     | Český Biatlon                            | Mercedes Actros      | 1:48                                       |
| 62        | Scania                                   | Scania               | 1:48                                       |
| 62.1      | Scania                                   | Scania               | 1:48                                       |
| 63        | Adriatic                                 | Land Rover           | 1:35                                       |
| 64        | Blackwood                                | Western Star         | 1:48                                       |
| 65        | Scania Tarmac                            | Scania               | 1:48                                       |
| 66        | Fruit Nectar                             | Mercedes Actros      | 1:48                                       |
| 66.1      | Souvenir Truck LOGIS (kontejner)         | Mercedes Actros      | 1:48                                       |
| 66.2      | PF 2014                                  | Mercedes Actros      | 1:48                                       |
| 67        | Skanska                                  | Scania               | 1:48                                       |
| 68        | GKR Transport                            | Western Star         | 1:48                                       |
| 69        | Caterpillar                              | Scania               | 1:48                                       |
| 70        | CS CARGO                                 | Scania               | 1:48                                       |
| 72        | Madeta                                   | Scania               | 1:48                                       |
| 74        | HZS ČR                                   | Tatra                | 1:48                                       |
| 75        | Dakar Doprovod 1988                      | Tatra                | 1:48                                       |
| 76        | Truck Trial                              | Tatra                | 1:48                                       |
| 76,1      | PF 2016                                  | Tatra 815            | 1:48                                       |
| 77        | Babča                                    | Tatra 815            | 1:48                                       |
| 1202      | Radouň Motorposrt týmový kamion          | Mercedes Actros      | 1:48 - Model PK Models                     |
| 1205      | Kamion Švestka Cisterna                  | Western Star         | 1:48 - Model PK Models - návěs s cisternou |
| 1207      | OSDK sklenice                            | Western Star         | 1:48 - Model PK Models - návěs s cisternou |
| 1209      | PK Models PF 2012                        | Liaz                 | 1:48 - Model PK Models                     |
| 1210      | Restaurace Kolence sklenice              | Scania               | 1:48 - Model PK Models - návěs s cisternou |
| 1214      | Radouň Motorsport Tým                    | Renault Trafic       | 1:35 - Model PK Models                     |
| 1215      | PK Models PF 2013                        | Renault Trafic       | 1:35 - Model PK Models                     |
| 1217      | Siko koupelny                            | Mercedes Actros      | 1:48 - Model PK Models                     |
| 1222      | ČSAD přeprava cementu                    | Liaz                 | 1:48                                       |
| 1224/1225 | Barum Rally Historic Team                | Renault Maxi 5 Turbo | 1:28 - Model PK Models                     |
| 1226      | Barum Rally Historic Team                | Renault Maxi 5 Turbo | 1:28 - Model PK Models                     |
| 1227      | Barum Rally Historic Racing Team         | Renault Trafic       | 1:35 - Model PK Models                     |
| 1228      | Barum Rally                              | Renault Trafic       | 1:35 - Model PK Models                     |
| 1232      | Pretol HB                                | Mercedes Actros      | 1:48 - Model PK Models                     |
| 1233      | Hasiči Lysá nad Labem                    | Tatra                | 1:48 - Model PK Models                     |
| 1239      | ZOO park praha III                       | Western Star         | 1:48                                       |
| 1240      | Pankration GYM                           | Mercedes Actros      | 1:48 - Model PK Models                     |
| 1241      | Autodoprava sklenice                     | Western Star         | 1:48 - Model PK Models - návěs s cisternou |
| 1242      | Regulus plachta                          | Mercedes Actros      | 1:48 - Model PK Models                     |
| 1243      | PK Models PF 2014                        | Tatra                | 1:48 - Model PK Models                     |
| 1244      | Zirkus Busch-Berolina                    | Liaz                 | 1:48 - Model PK Models                     |
| 1245      | Zirkus Busch-Berolina                    | Liaz                 | 1:48 - Model PK Models                     |
| 1246      | Zirkus Busch-Berolina                    | Liaz                 | 1:48 - Model PK Models                     |
| 1247      | Zirkus Busch-Berolina                    | Liaz                 | 1:48 - Model PK Models                     |
| 1249      | Zirkus Busch-Berolina                    | MB Unimog            | 1:48                                       |
| 1250      | Regulus sklenice                         | Mercedes Actros      | 1:48 - Model PK Models - návěs s cisternou |
| 1251      | ZOO Praha                                | Western Star         | 1:48 - Model PK Models                     |
| 1253      | ZOO Praha II                             | Mercedes Actros      | 1:48 - Model PK Models                     |
| 1254      | Zirkus Charles Knie                      | Mercedes Actros      | 1:48 - Model PK Models                     |
| 1257      | Distribuce pohonných hmot                | Liaz                 | 1:48 - Model PK Models                     |
| 1260      | HC Benátky nad Jizerou                   | Setra                | 1:48 - Model PK Models                     |
| 1261      | PF 2017                                  | Mercedes Actros      | 1:48                                       |
| 1263      | Tatra ČSA 16                             | Tatra 815            | 1:48 - Model PK Models                     |
| 1264      | Airport Fire Rescue                      | Renault Trafic       | 1:35 - Model PK Models                     |
| 1266      | Kornomotorsport                          | Mercedes Actros      | 1:48                                       |
| 1266,1    | IRS                                      | Mercedes Actros      | 1:48                                       |
| 1268      | Duanes Accises                           | Mercedes Actros      | 1:48                                       |
| 1269      | Airport Fire Rescue                      | Renault Maxi 5 Turbo | 1:28 - Model PK Models                     |
| 1270      | Pretol Technic                           | Renault Trafic       | 1:35 - Model PK Models                     |
| 1271      | Cirque Pinder                            | Renault Trafic       | 1:35 - Model PK Models                     |
| 1272      | F.D.N.Y. Super pumper tanker             | Western Star         | 1:48                                       |
| 1273      | F.D.N.Y. Decontamination unit            | Western Star         | 1:48                                       |
| 1274      | F.D.N.Y. Special Operations              | Land Rover           | 1:35 - Model PK Mosels                     |
| 1275      | F.D.N.Y. Tow Truck II                    | Land Rover           | 1:35 - Model PK Models                     |
| 1276      | F.D.N.Y. Fire wehicle with trailer       | Western Star         | 1:48                                       |
| 1277      | IQ Team                                  | Renault Trafic       | 1:35                                       |
| 1279      | PF 2016                                  | Liaz                 | 1:48                                       |
| 1280      | Cirkus Humberto                          | Liaz                 | 1:48                                       |
| 1281      | Pretol Tow Truck                         | Western Star         | 1:48                                       |
| 1284      | VD 6x6 dakar 635                         | Tatra 815            | 1:48                                       |
| 1285      | VD 6x6 dakar 634                         | Tatra 815            | 1:48                                       |
| 1286      | F.D.N.Y. Haz Mat                         | Western Star         | 1:48                                       |
| 1288      | Semerád Rally servisní kamion Sherlog    | Mercedes Actros      | 1:48                                       |
| 1289      | Semerád Rally servisní kamion Urban Pneu | Mercedes Actros      | 1:48                                       |
| 1290      | Semerád Rally servisní kamion Com Sys    | Mercedes Actros      | 1:48                                       |
| 1291      | Montík                                   | Renault Maxi         | 1:28                                       |
| 1321      | ČSA 01 řízení letového provozu           | Terénní auto         | 1:35                                       |
| 1322      | ČSA 02 Kontrola letového provozu         | Terénní auto         | 1:35                                       |
| 1323      | ČSA 03 Mobilní řídící centrum            | Liaz                 | 1:48                                       |
| 1324      | ČSA 04 Mobilní řídící centrum            | Tatra 815            | 1:48                                       |
| 1325      | ČSA 05 Helitransport I                   | Liaz                 | 1:48                                       |
| 1328      | ČSA 08 Mobilní řídící centrum LZS        | Tatra 815            | 1:48                                       |
| 1331      | ČSA 11 Logistik Heliport                 | Tatra 815            | 1:48                                       |
| 1335      | ČSA 15 Údržba vzletové plochy            | Terénní auto         | 1:35                                       |
| 1336      | ČSA 17 Hasiči I                          | Terénní auto         | 1:35                                       |
| 1338      | ČSA 19 Hasiči II                         | Tatra 815            | 1:48                                       |
| 1340      | ČSA 21 Záchranná letecká služba          | Terénní auto         | 1:35                                       |
| 1343      | ČSA 24 Heliservis heliport               | Tatra 815            | 1:48                                       |

Modely vyrobené na zakázku v limitovaném počtu kusů:
| číslo | název                  | typ             | měřítko |
| ----- | ---------------------- | --------------- | ------- |
| –     | Blaník Renault Traffic | 1:35            |         |
| –     | GEIS                   | Mercedes Actros | 1:48    |